# Liste des meilleurs passeurs en NBA par saison
Cette page présente la liste des meilleurs passeurs en NBA par saison en moyenne par match.

## Explications
Le titre de meilleur passeur existe depuis la création de la NBA en 1946 qui à l'époque s'appelait la Basketball Association of America (BAA) jusqu'en 1949, soit les trois premières saisons. Pour pouvoir être classé et prétendre au titre de meilleur passeur de la ligue, le joueur doit répondre à un minimum de critères édictés dans le Rate Statistic Requirements.
John Stockton est le joueur qui compte le plus de titres de meilleur passeur (9) ainsi que le nombre de titres consécutifs (9).
Il détient aussi le record de la meilleure moyenne de passes décisives sur une saison avec 14,54 passes lors de la saison NBA 1989-1990 et celui du plus grand nombre de passes décisives délivrées au cours d'une saison avec 1164 passes décisives lors de la saison NBA 1990-1991.
Le premier joueur à avoir dépassé la moyenne de 10 passes décisives par match est Oscar Robertson avec 11,38 passes décisives par match lors de la saison NBA 1961-1962. Le premier joueur à avoir dépassé les 1000 passes décisives sur une saison est Kevin Porter avec 1099 passes décisives lors de la saison NBA 1978-1979 ; il est le seul avec Isiah Thomas (1123 passes lors de la saison NBA 1984-1985) et John Stockton (à sept reprises) à avoir atteint ce total. La meilleure moyenne de passes décisives par match en carrière reste cependant l'œuvre de Magic Johnson avec 11,19 passes décisives de moyenne par match, devançant John Stockton (10,51).

## Classement
|            |            | Joueur encore en activité en NBA                      |                                                       |                                                       |                                                       |                                                       |
|            |            | Joueur intronisé au Basketball Hall of Fame           |                                                       |                                                       |                                                       |                                                       |
| Gras       | Gras       | Records                                               | Records                                               | Records                                               | Records                                               | Records                                               |
| Joueur (X) | Joueur (X) | Le nombre entre parenthèses indique le total de titre | Le nombre entre parenthèses indique le total de titre | Le nombre entre parenthèses indique le total de titre | Le nombre entre parenthèses indique le total de titre | Le nombre entre parenthèses indique le total de titre |

| Saison    | Joueur                 | Équipe                                | Matchs joués | Total de passes | Moyenne par match |
| --------- | ---------------------- | ------------------------------------- | ------------ | --------------- | ----------------- |
| 1946-1947 | Ernie Calverley        | Steamrollers de Providence            | 59           | 220             | 3,42              |
| 1947-1948 | Ernie Calverley (2)    | Steamrollers de Providence            | 47           | 117             | 2,53              |
| 1948-1949 | Bob Davies             | Royals de Rochester                   | 60           | 321             | 5,35              |
| 1949-1950 | Andy Phillip           | Stags de Chicago                      | 65           | 377             | 5,80              |
| 1950-1951 | Andy Phillip (2)       | Warriors de Philadelphie              | 66           | 414             | 6,27              |
| 1951-1952 | Andy Phillip (3)       | Warriors de Philadelphie              | 66           | 539             | 8,17              |
| 1952-1953 | Bob Cousy              | Celtics de Boston                     | 71           | 547             | 7,70              |
| 1953-1954 | Bob Cousy (2)          | Celtics de Boston                     | 72           | 518             | 7,19              |
| 1954-1955 | Bob Cousy (3)          | Celtics de Boston                     | 71           | 557             | 7,85              |
| 1955-1956 | Bob Cousy (4)          | Celtics de Boston                     | 72           | 642             | 8,92              |
| 1956-1957 | Bob Cousy (5)          | Celtics de Boston                     | 64           | 478             | 7,47              |
| 1957-1958 | Bob Cousy (6)          | Celtics de Boston                     | 65           | 463             | 7,12              |
| 1958-1959 | Bob Cousy (7)          | Celtics de Boston                     | 65           | 557             | 8,57              |
| 1959-1960 | Bob Cousy (8)          | Celtics de Boston                     | 75           | 715             | 9,53              |
| 1960-1961 | Oscar Robertson        | Royals de Cincinnati                  | 71           | 690             | 9,72              |
| 1961-1962 | Oscar Robertson (2)    | Royals de Cincinnati                  | 79           | 899             | 11,32             |
| 1962-1963 | Guy Rodgers            | Warriors de San Francisco             | 79           | 825             | 10,44             |
| 1963-1964 | Oscar Robertson (3)    | Royals de Cincinnati                  | 79           | 868             | 10,99             |
| 1964-1965 | Oscar Robertson (4)    | Royals de Cincinnati                  | 75           | 861             | 11,48             |
| 1965-1966 | Oscar Robertson (5)    | Royals de Cincinnati                  | 76           | 847             | 11,14             |
| 1966-1967 | Guy Rodgers (2)        | Bulls de Chicago                      | 81           | 908             | 11,21             |
| 1967-1968 | Wilt Chamberlain       | 76ers de Philadelphie                 | 82           | 702             | 8,56              |
| 1968-1969 | Oscar Robertson (6)    | Royals de Cincinnati                  | 79           | 772             | 9,77              |
| 1969-1970 | Lenny Wilkens          | SuperSonics de Seattle                | 75           | 683             | 9,11              |
| 1970-1971 | Norm Van Lier          | Royals de Cincinnati                  | 82           | 832             | 10,15             |
| 1971-1972 | Jerry West             | Lakers de Los Angeles                 | 77           | 747             | 9,70              |
| 1972-1973 | Nate Archibald         | Kings de Kansas City-Omaha            | 80           | 910             | 11,38             |
| 1973-1974 | Ernie DiGregorio       | Braves de Buffalo                     | 81           | 663             | 8,19              |
| 1974-1975 | Kevin Porter           | Bullets de Washington                 | 81           | 650             | 8,02              |
| 1975-1976 | Slick Watts            | SuperSonics de Seattle                | 82           | 661             | 8,06              |
| 1976-1977 | Don Buse               | Pacers de l'Indiana                   | 81           | 685             | 8,46              |
| 1977-1978 | Kevin Porter (2)       | Pistons de Détroit Nets du New Jersey | 82           | 837             | 10,21             |
| 1978-1979 | Kevin Porter (3)       | Pistons de Détroit                    | 82           | 1 099           | 13,40             |
| 1979-1980 | Michael Ray Richardson | Knicks de New York                    | 82           | 832             | 10,15             |
| 1980-1981 | Kevin Porter (4)       | Bullets de Washington                 | 81           | 734             | 9,06              |
| 1981-1982 | Johnny Moore           | Spurs de San Antonio                  | 79           | 762             | 9,65              |
| 1982-1983 | Magic Johnson          | Lakers de Los Angeles                 | 79           | 829             | 10,49             |
| 1983-1984 | Magic Johnson (2)      | Lakers de Los Angeles                 | 67           | 875             | 13,06             |
| 1984-1985 | Isiah Thomas           | Pistons de Détroit                    | 81           | 1 123           | 13,86             |
| 1985-1986 | Magic Johnson (3)      | Lakers de Los Angeles                 | 72           | 907             | 12,60             |
| 1986-1987 | Magic Johnson (4)      | Lakers de Los Angeles                 | 80           | 977             | 12,21             |
| 1987-1988 | John Stockton          | Jazz de l'Utah                        | 82           | 1 128           | 13,76             |
| 1988-1989 | John Stockton (2)      | Jazz de l'Utah                        | 82           | 1 118           | 13,63             |
| 1989-1990 | John Stockton (3)      | Jazz de l'Utah                        | 78           | 1 134           | 14,54             |
| 1990-1991 | John Stockton (4)      | Jazz de l'Utah                        | 82           | 1 164           | 14,20             |
| 1991-1992 | John Stockton (5)      | Jazz de l'Utah                        | 82           | 1 126           | 13,73             |
| 1992-1993 | John Stockton (6)      | Jazz de l'Utah                        | 82           | 987             | 12,04             |
| 1993-1994 | John Stockton (7)      | Jazz de l'Utah                        | 82           | 1 031           | 12,57             |
| 1994-1995 | John Stockton (8)      | Jazz de l'Utah                        | 82           | 1 011           | 12,33             |
| 1995-1996 | John Stockton (9)      | Jazz de l'Utah                        | 82           | 916             | 11,17             |
| 1996-1997 | Mark Jackson           | Nuggets de Denver Pacers de l'Indiana | 82           | 935             | 11,40             |
| 1997-1998 | Rod Strickland         | Wizards de Washington                 | 76           | 801             | 10,54             |
| 1998-1999 | Jason Kidd             | Suns de Phoenix                       | 50           | 539             | 10,78             |
| 1999-2000 | Jason Kidd (2)         | Suns de Phoenix                       | 67           | 678             | 10,12             |
| 2000-2001 | Jason Kidd (3)         | Suns de Phoenix                       | 77           | 753             | 9,78              |
| 2001-2002 | Andre Miller           | Cavaliers de Cleveland                | 81           | 882             | 10,89             |
| 2002-2003 | Jason Kidd (4)         | Nets du New Jersey                    | 80           | 711             | 8,89              |
| 2003-2004 | Jason Kidd (5)         | Nets du New Jersey                    | 67           | 618             | 9,22              |
| 2004-2005 | Steve Nash             | Suns de Phoenix                       | 75           | 861             | 11,48             |
| 2005-2006 | Steve Nash (2)         | Suns de Phoenix                       | 79           | 826             | 10,46             |
| 2006-2007 | Steve Nash (3)         | Suns de Phoenix                       | 76           | 884             | 11,63             |
| 2007-2008 | Chris Paul             | Hornets de La Nouvelle-Orléans        | 80           | 925             | 11,56             |
| 2008-2009 | Chris Paul (2)         | Hornets de La Nouvelle-Orléans        | 78           | 861             | 11,04             |
| 2009-2010 | Steve Nash (4)         | Suns de Phoenix                       | 81           | 892             | 11,01             |
| 2010-2011 | Steve Nash (5)         | Suns de Phoenix                       | 74           | 845             | 11,42             |
| 2011-2012 | Rajon Rondo            | Celtics de Boston                     | 53           | 620             | 11,70             |
| 2012-2013 | Rajon Rondo (2)        | Celtics de Boston                     | 38           | 420             | 11,05             |
| 2013-2014 | Chris Paul (3)         | Clippers de Los Angeles               | 62           | 663             | 10,69             |
| 2014-2015 | Chris Paul (4)         | Clippers de Los Angeles               | 82           | 838             | 10,22             |
| 2015-2016 | Rajon Rondo (3)        | Kings de Sacramento                   | 72           | 839             | 11,65             |
| 2016-2017 | James Harden           | Rockets de Houston                    | 81           | 906             | 11,19             |
| 2017-2018 | Russell Westbrook      | Thunder d'Oklahoma City               | 80           | 820             | 10,25             |
| 2018-2019 | Russell Westbrook (2)  | Thunder d'Oklahoma City               | 73           | 784             | 10,74             |
| 2019-2020 | LeBron James           | Lakers de Los Angeles                 | 67           | 684             | 10,21             |
| 2020-2021 | Russell Westbrook (3)  | Wizards de Washington                 | 65           | 763             | 11,74             |
| 2021-2022 | Chris Paul (5)         | Suns de Phoenix                       | 65           | 702             | 10,80             |
| 2022-2023 | James Harden (2)       | 76ers de Philadelphie                 | 58           | 618             | 10,65             |
| 2023-2024 | Tyrese Haliburton      | Pacers de l'Indiana                   | 69           | 752             | 10,90             |
| 2024-2025 | Trae Young             | Hawks d'Atlanta                       | 76           | 880             | 11,58             |

## Joueurs ayant remporté le plus de titre de meilleurs passeurs de l'année
| Titres | Joueur            | Équipe(s)                                                                          | Années                                               |
| ------ | ----------------- | ---------------------------------------------------------------------------------- | ---------------------------------------------------- |
| 9      | John Stockton     | Jazz de l'Utah (9)                                                                 | 1988, 1989, 1990, 1991, 1992, 1993, 1994, 1995, 1996 |
| 8      | Bob Cousy         | Celtics de Boston (8)                                                              | 1953, 1954, 1955, 1956, 1957, 1958, 1959, 1960       |
| 6      | Oscar Robertson   | Royals de Cincinnati (6)                                                           | 1961, 1962, 1964, 1965, 1966, 1969                   |
| 5      | Jason Kidd        | Suns de Phoenix (3) Nets du New Jersey (2)                                         | 1999, 2000, 2001, 2003, 2004                         |
| 5      | Steve Nash        | Suns de Phoenix (5)                                                                | 2005, 2006, 2007, 2010, 2011                         |
| 5      | Chris Paul        | Hornets de La Nouvelle-Orléans (2) Clippers de Los Angeles (2) Suns de Phoenix (1) | 2008, 2009, 2014, 2015, 2022                         |
| 4      | Kevin Porter      | Bullets de Washington (2) Nets du New Jersey (1) Pistons de Détroit (1)            | 1975, 1978, 1979, 1981                               |
| 4      | Magic Johnson     | Lakers de Los Angeles (4)                                                          | 1983, 1984, 1986, 1987                               |
| 3      | Andy Philip       | Stags de Chicago (1) Warriors de Philadelphie (2)                                  | 1950, 1951, 1952                                     |
| 3      | Rajon Rondo       | Celtics de Boston (2) Kings de Sacramento (1)                                      | 2012, 2013, 2016                                     |
| 3      | Russell Westbrook | Thunder d'Oklahoma City (2) Wizards de Washington (1)                              | 2018, 2019, 2021                                     |
| 2      | Ernie Carverley   | Steamrollers de Providence (2)                                                     | 1947, 1948                                           |
| 2      | Guy Rodgers       | Warriors de San Francisco (1) Bulls de Chicago (1)                                 | 1963, 1967                                           |
| 2      | James Harden      | Rockets de Houston (1) 76ers de Philadelphie (1)                                   | 2017, 2023                                           |